# Сигнак (Ходжалинський район)
Сигнак (азерб. Sığnax) — село у Ходжалинському районі Азербайджану. Село розташоване на південний схід від Шуші та на південь від Степанакерта, поруч з селами Джрахацнер та Мхітарішен.
За часів вірменської окупації село називалося Схнах (вірм. Սղնախ). 
9 листопада 2020 року в ході Другої Карабаської війни було взяте Збройними силами Азербайджану.

## Пам'ятки
В селі розташована церква Сурб Аствацацін 19 ст., кладовище 19 ст. та джерело 1949 р.